# Asa'ad ben Tariq ben Taïmour Al Saïd
Pour les articles homonymes, voir Al Saïd.
Sayyid Asad bin Tariq bin Teimur al-Said, né à Mascate le 20 juin 1954, est un homme politique omanais et membre de la maison royale Al Saïd.

## Biographie
Il est le frère du sultan Haïtham ben Tariq et le cousin de l'ancien sultan Qabus ibn Saïd.
Vice-premier ministre actuel[Quand ?], il est chargé des relations et des affaires de coopération internationale d'Oman.